# Fillgraderstiege

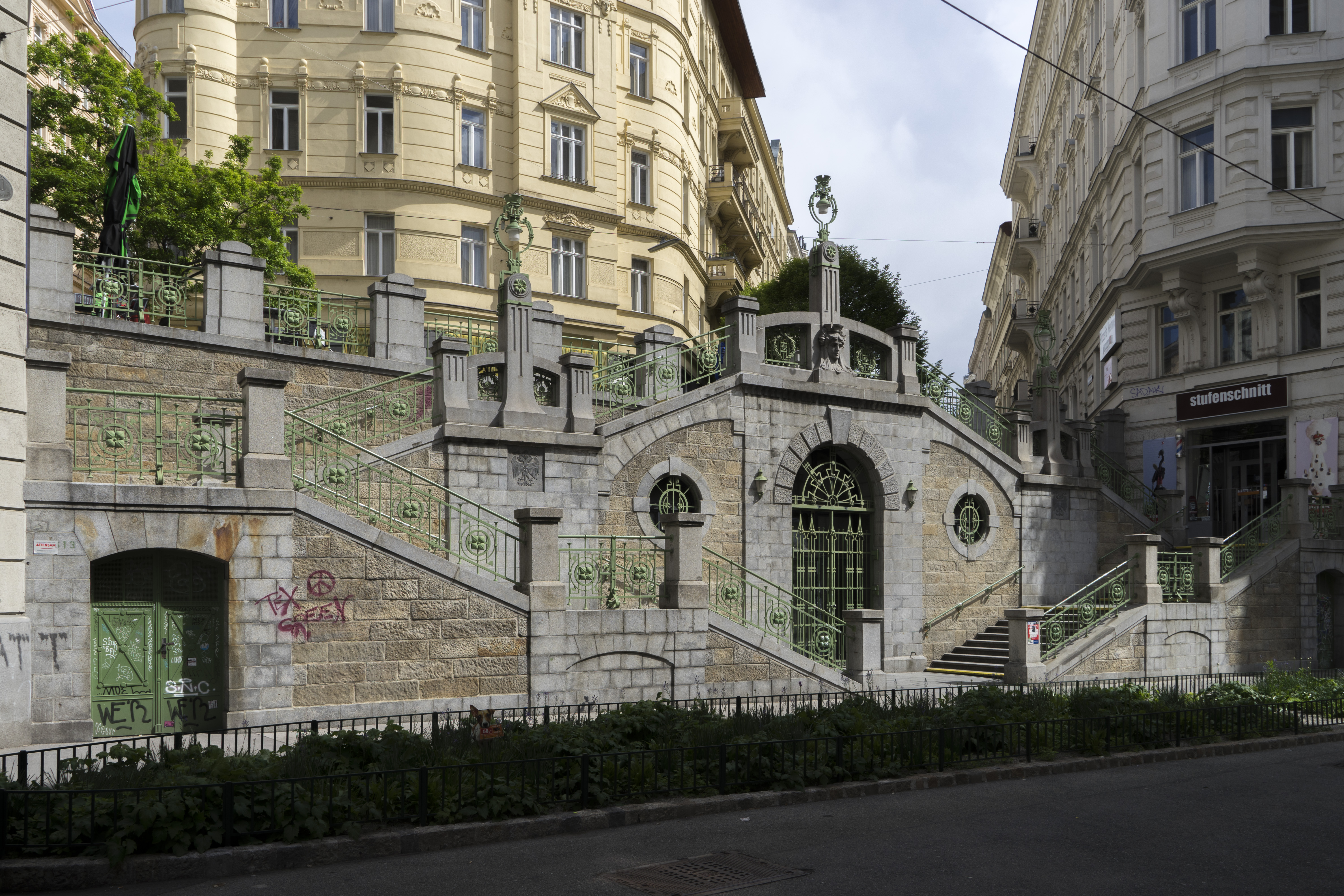
Fillgraderstiege, Ansicht von Westen

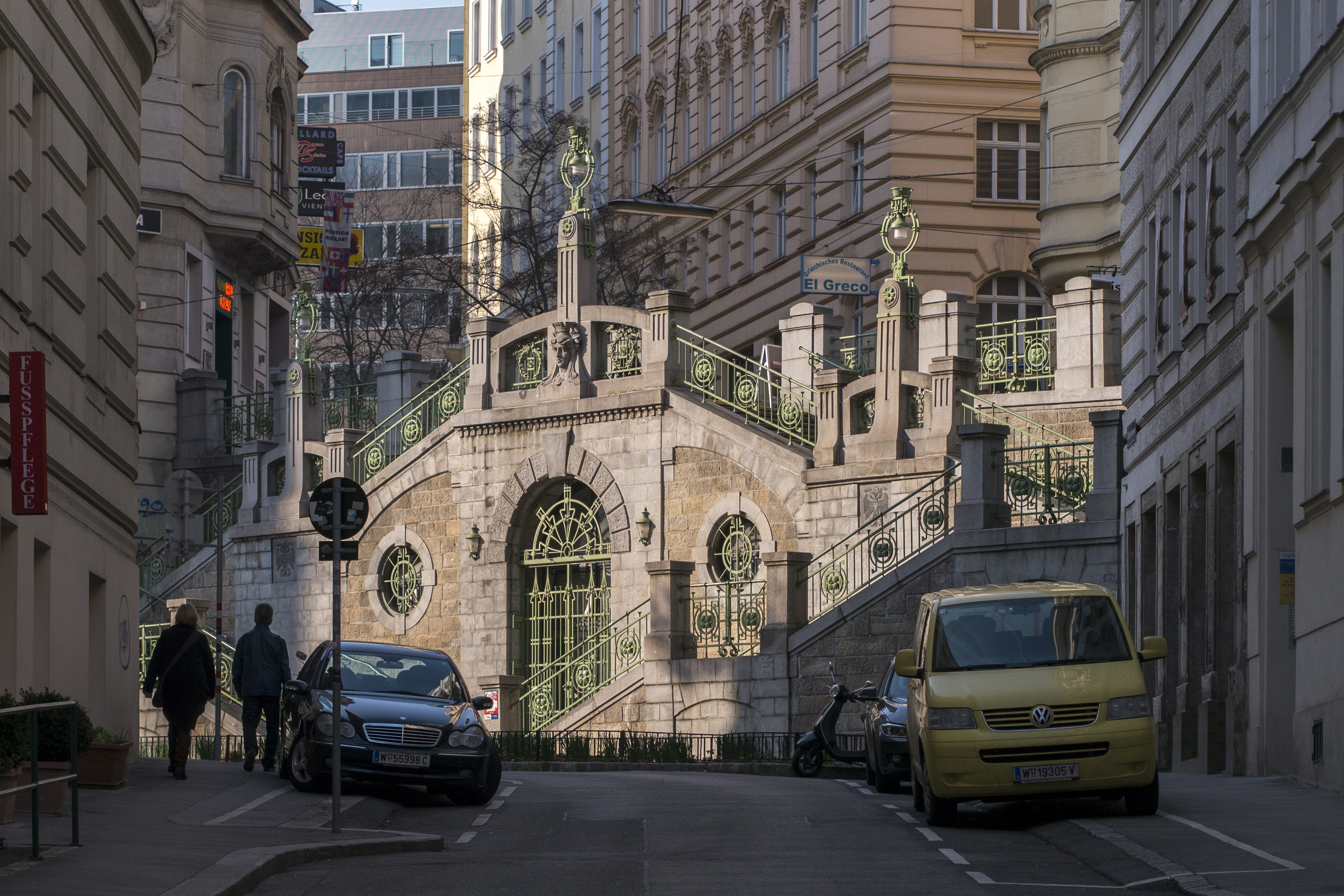
Fillgraderstiege, Ansicht von Süden

Die Fillgraderstiege ist eine Stiegenanlage im 6. Wiener Gemeindebezirk Mariahilf. Sie verbindet die Fillgradergasse mit der Theobaldgasse.

## Geschichte
Die Freitreppe wurde von 1905 bis 1907 nach Entwürfen des Architekten Max Hegele errichtet und wird dem Wiener Jugendstil zugerechnet. Sie überwindet einen Teil des Niveauunterschieds zwischen dem Wienfluss im Süden und der Mariahilfer Straße im Norden von Mariahilf. Benannt wurde die Anlage nach der Glockengießerwitwe Marie Anna Fillgrader (1763–1831), die sich in dieser Gegend wohltätig engagierte.
Nachdem einer der beiden Treppenflügel 1981 wegen Bauschäden gesperrt werden musste, wurde die Anlage von 1982 bis 1984 saniert, unter anderem wurden die Jugendstilelemente restauriert und eine Entwässerungsanlage eingebaut. In die bis dahin ungenutzten Innenräume der Stiege wurde zwischen 1984 und 1985 ein Stehcafé mit Gemäldegalerie eingebaut, welches am 1. August 1985 eröffnete (seit 2010 geschlossen).
2004 wurde im Zuge einer internationalen Untersuchung die mittlerweile denkmalgeschützte Fillgraderstiege von einer Jury aus 80 Kunstprofessoren zur viertschönsten Treppenanlage Europas gekürt.